# めじろん
めじろんは、大分県応援団"鳥"を務める大分県のマスコットキャラクターである。また、かつて大分県で発行されていた地域通貨の名称でもあった。

## プロフィール
大分県の県鳥であるメジロがモチーフとなっている。もともとは、2008年に開催された
- 第63回国民体育大会・チャレンジ!おおいた国体
- 第8回全国障害者スポーツ大会・チャレンジ!おおいた大会

の共通マスコットキャラクターであったが、大会終了後に大分県応援団"鳥"に就任した。チャレンジ!おおいた国体の際には、同大会で行われる各種競技を行うめじろんのデザインが使用された。
「チャレンジ!おおいた国体・おおいた大会」に向けて、全国から応募された3,080作品のデザインの中から2004年12月24日に決定され、この日付が誕生日となっている。身長は大分県が主要産地である乾しいたけを、国体開催年の2008年にちなんで、20.08個並べた長さ。体重も同じく大分特産のカボス200.8個分。
好きな歌は『CHALLENGE』（チャレンジ!おおいた国体・おおいた大会のイメージソング）・『いぬのおまわりさん』（作詞者の佐藤義美が竹田市出身）・『なごり雪』（作詞者の伊勢正三が津久見市出身）・『坊がつる讃歌』（竹田市にある坊ガツルの歌）と、いずれも大分県に深い関わりがある曲である。

## 活動

### チャレンジ!おおいた国体まで
各種スポーツ大会や学校行事、交通安全運動などに着ぐるみが参加したほか、巨大バルーンマスコット「ふわふわめじろん」も登場した。大分県のPRのため、同県の初代イメージキャラクターであるカボたんと共演したこともある。2006年の年末には、NHK大分放送局の番組でカボたんと共にクイズのパネラーとして参加したこともある（県の職員を加えて3人で参加）。
チャレンジ!おおいた国体の大会公式サイトのドメインがめじろんにちなんでmejiron.jpとされ、同大会の募金活動には「めじろん募金」という通称がつけられたほか、大分県庁の来庁スタンプや大分県庁舎別館のシャッターにも描かれている。また日田市の市報にも「めじろん通信」というコーナーがある。
「誰もが楽しく踊れる」をキーワードに作られた「めじろんダンス」があり、そのCDやDVDが小中学校・幼稚園や保育所に配布された。また公式サイトで、楽譜、音楽、動画の閲覧・ダウンロードもできる。作詞・作曲は大分県内の小・中学生を対象に公募され、大分市内の小学生の作品が選ばれた。監修は作曲家の河野敦朗、編曲と歌は福岡県のポップスユニットRiZが担当した。
2008年までに、ピンズ、携帯ストラップ、ぬいぐるみ、Tシャツやタオルなどの19種類のオフィシャルグッズが大分県・熊本県のデパート、ホテル、スーパーマーケットや道の駅などで販売されたほか、「めじろん豆腐」や「めじろん牛乳」、「めじろんパン」も店頭に並んだ。民間企業のめじろん商品は460種類に上り、オフィシャルグッズと合わせた売上は10億円近くに達した。
2007年のテレビ大分の国体応援キャンペーンCMでは、スポンサーが表示される画面で、テレビ大分のキャラクター「トスキー」と共に翼を広げて立つめじろんが登場した。
2007年5月23日発売の『anan』で、「最新ゆるキャラ20体」として紹介された。
チャレンジ!おおいた国体に合わせて、2008年9月26日から10月13日までの期間限定で、大分市中心部の商店街大分マートの空き区画を利用して大分の特産品を販売したり、名物料理を提供する「めじろん横丁」のイベントが開催された。

### チャレンジ!おおいた国体以降
大分県内では認知度99%を誇る人気キャラクターであり、チャレンジ!おおいた国体終了後には、大分県応援団"鳥"に就任して、大分県関連の様々なイベントなどに出演している。
2013年に、北部九州を開催地域、大分県を主会場とした開催された2013未来をつなぐ北部九州総体 では、大分県「北部九州 join! joy!」SOUTAI“鳥”に就任した。
2016年4月14日の熊本地震発生後は、熊本県のマスコット・キャラクターであるくまモンとともに、震災復興支援の活動をすることが多くなっている。
日本航空は、2016年4月29日からくまモンとめじろんを機体に描いたボーイング767の特別塗装機1機を羽田-熊本・大分線を中心に就航させた。ソラシドエアも、機体にめじろん、くまモン、長崎県のがんばくんとらんばちゃん、宮崎県のみやざき犬、鹿児島県のぐりぶーの九州5県のキャラクターと「がんばろう!九州」のメッセージを描いた復興支援プロジェクト機を、2016年5月末から羽田-大分線等で就航させている。JR貨物は、2016年10月下旬から、めじろんやくまモンと「がんばろう九州」の文字をラッピングした機関車を九州内で運行している。

## エコマネー「めじろん」
2003年に行われた「ごみゼロおおいた作戦」を推進するべく立ち上げられた、「大分県版エコマネー『めじろん』推進事業」により、2006年に発行から発行されていた地域通貨である。通貨のデザインには上記のキャラクターめじろんが起用されている。種類は「10めじろん」と「100めじろん」の2つである。
協賛店舗でのマイバッグ運動や、美化活動や植樹などの森林ボランティアへの参加によって入手することができた。協賛店舗でレジ袋を辞退すると、スタンプをもらえ、スタンプを20個集めると「10めじろん」と交換することができた。
集めた「めじろん」は、めじろんグッズやエコ商品と交換できるほか、植樹に対する寄付をすることができた。交換できるグッズには、うちわ、ペーパーウェイト、ぬいぐるみ、エコバッグなどがあった。「めじろん」の寄付による植樹は、2007年に日田市等で1,750本、2008年に国体会場周辺等で3,182本行われた。
協賛・協力企業にはトキハ、三和酒類、マルショクなどといった地元企業や、イオン九州などの大分県内で事業を展開する企業が名を連ねていた。
エコマネー「めじろん」は2008年10月末で終了しており、その後はレジ袋有料化などの取り組みが行われている。